# Turoš
Turoš (deutsch: Turosch) ist eine kroatische traditionelle regionale Kuhmilchkäse-Spezialität, die hauptsächlich in der Region Međimurje (Nordkroatien) verbreitet ist. Dieser Käse wird aus einer Art Frischkäse (Quark- oder Hüttenkäse-ähnlich) mit einigen Zutaten, bzw. Gewürzen, hergestellt.

## Herstellung und Eigenschaften
Vorbereitetem Frischkäse aus Kuhmilch werden die gemahlener roter Paprika, Salz, Knoblauch und Kümmel zugegeben und zusammengemischt, wodurch die Mischung eine hellorangene oder Aprikosenfarbe bekommt. Aus dieser zubereiteten Masse werden danach die regelrechte Konen (Kegel) in der Hohe von etwa 6 cm (manchmal ca. 8 cm) gemacht. Die so gefertigten Turoš-Stücke müssen etwa drei Tage in der Sonne trocknen und reifen, damit sie servierbereit sind. Sie können auch geräuchert werden und damit einen besonderen Geschmack bekommen.
Turoš wird in Međimurje sehr oft in bäuerlicher Eigenproduktion, aber auch industriell (in kleinen Molkereien), hergestellt. Der Name „Turoš“ ist vom ungarischen Wort túró, bzw. túrós abgeleitet und bedeutet Quark oder Hüttenkäse.

## Verwendung
Turoš wird vorwiegend als Zwischenmahlzeit oder Vorspeise verwendet. Diese Spezialität wird direkt gegessen, allein oder mit Brot, Zwiebel und Gewürzgurken, oder auch als Teil Aufschnittplatten serviert. 